# هوية (فلاورجان)
هوية (بالفارسية: هویه) هي قرية تقع في قسم زازران الريفي (مقاطعة فلاورجان) في إيران. يقدر عدد سكانها بـ 2,698 نسمة .